# Josef Lhévinne
Josef Lhévinne   (Oriol, 13 de desembre de 1874 - Nova York, 2 de desembre de 1944) nascut Ióssif Arkàdievitx Levin, rus: Ио́сиф Арка́дьевич Ле́вин, fou un pianista i professor de música rus nacionalitzat estatunidenc.

## Biografia
Lhévinne va néixer en una família de músics i va estudiar al Conservatori Imperial de Moscou amb Vassili Safónov.
El seu debut públic va tenir lloc als 14 anys amb la interpretació del Concert Emperador de Ludwig van Beethoven sota la direcció del seu "heroi musical" Anton Rubinstein. Es va graduar el primer d'una classe en la qual hi havia, entre d'altres, Serguei Rakhmàninov i Aleksandr Skriabin, i aconseguí la Medalla d'Or per a piano en 1892.
El 1898 es va casar amb la seva alumna particular Rosina Bessie, també deixebla de Vassili Safónov i guanyadora de la Medalla d'Or per a piano en el seu any (futura professora de Van Cliburn). Els dos van començar junts a fer concerts, pràctica que va durar fins a la seva mort. Entre el 1900 i el 1902 va impartir classes al Conservatori de Tiflis i, del 1902 al 1906, fou professor del Conservatori Imperial de Moscou.
Davant l'antisemitisme i les turbulències polítiques de l'època, es van traslladar a Berlín en 1907, on Lhévinne es va guanyar reputació com un dels principals virtuosos i professors del moment.
Atrapats allà com a estrangers enemics al començament de la Primera Guerra Mundial, havent perdut els diners que havien aconseguit salvar als bancs russos durant la Revolució d'Octubre de 1917, i incapaços de donar concerts per causa de la guerra, el matrimoni va passar anys complicats, durant els quals van poder sobreviure gràcies als ingressos que rebien d'un grapat d'estudiants.
Quan van poder abandonar Alemanya, van marxar el 1919 a Nova York, on Lhévinne continuà la seva carrera concertística i, des del 1922 va ensenyar piano a la Juilliard School, ajudat per la seva muller. Considerat com un dels més grans tècnics del seu temps per la majoria dels seus famosos contemporanis (fins i tot Vladimir Horowitz admirava el seu gran mestratge pianístic), mai no va aconseguir un nivell d'èxit similar en relació amb el públic, principalment a causa de la seva preferència personal per l'ensenyament per sobre de la interpretació.
Va morir d'un atac de cor el 1944.

## Gravacions
Va deixar només un grapat d'enregistraments, alguns dels quals són considerats exemples de tècnica perfecta i elegància musical. Els registres dels estudis de Chopin, op. 25 núm. 6 i 11 i l'arranjament de Schulz-Evler de l'obra de Johann Strauss Al bell Danubi blau són llegendaris entre pianistes i entesos. La seva gravació al rotlle de l'obra per a piano Papillons, op. 2 de Schumann, es considera una de les execucions decisives d'aquesta obra. En paraules de Harold Charles Schonberg:
| « | El so era com les estrelles del matí cantant juntes, la seva tècnica era impecable, tot i que es comparava amb el toc de Hofmann i Rakhmàninov, i la seva musicalitat era sensible. | » |

El 1920 Lhévinne va fer diversos rotllos per a piano per a Ampico, una col·lecció dels quals va ser gravada i publicada al segell Argo el 1966. Lhévinne també va gravar tres vegades per al piano mecànic de Welte-Mignon.

## Obres
- Basic Principles in Pianoforte Playing (1972), Dover Publications, New York, ISBN 0-486-22820-7 (Repr. d. Ausg. Philadelphia, Penn. 1924)